# سعيد فياض
(محمد سعيد) إبراهيم أفندي فياض، من الكتّاب اللبنانيين الذين أسهموا في إثراء الاذاعات العربية بالبرامج الثقافية والأمسيات الشعرية. صدر له عدد من الدواوين الشعرية والقصص الروايات.

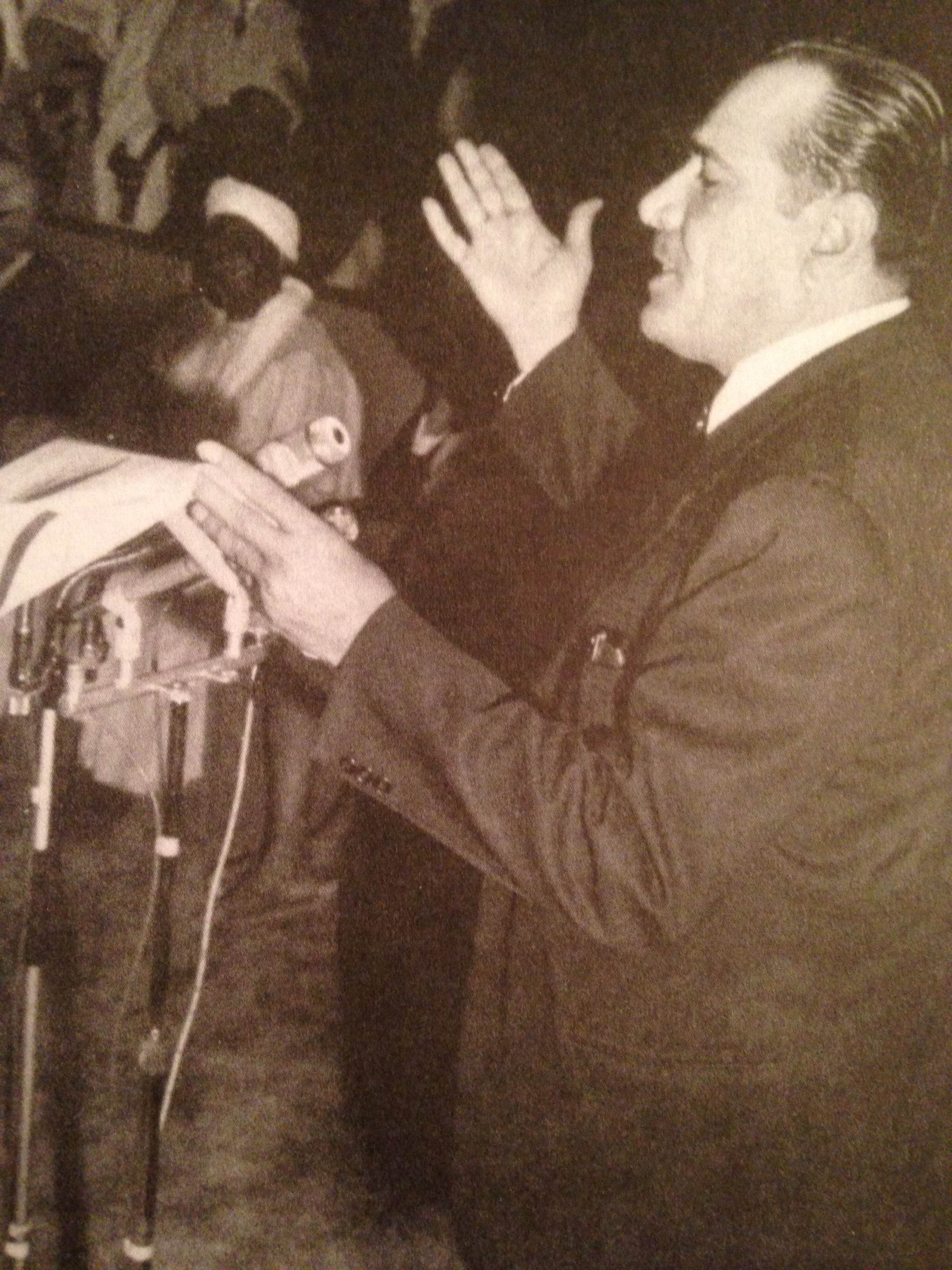
الشاعر سعيد فياض اثناء القاء قصيدة "لا العيد عيدي" في مِنى في موسم الحج بعد نكبة حزيران عام 1967 م

## ولادته
ولد عام 1921 ميلادي في بلدة أنصار في جنوب لبنان.

## أسرته، نشأته ودراسته

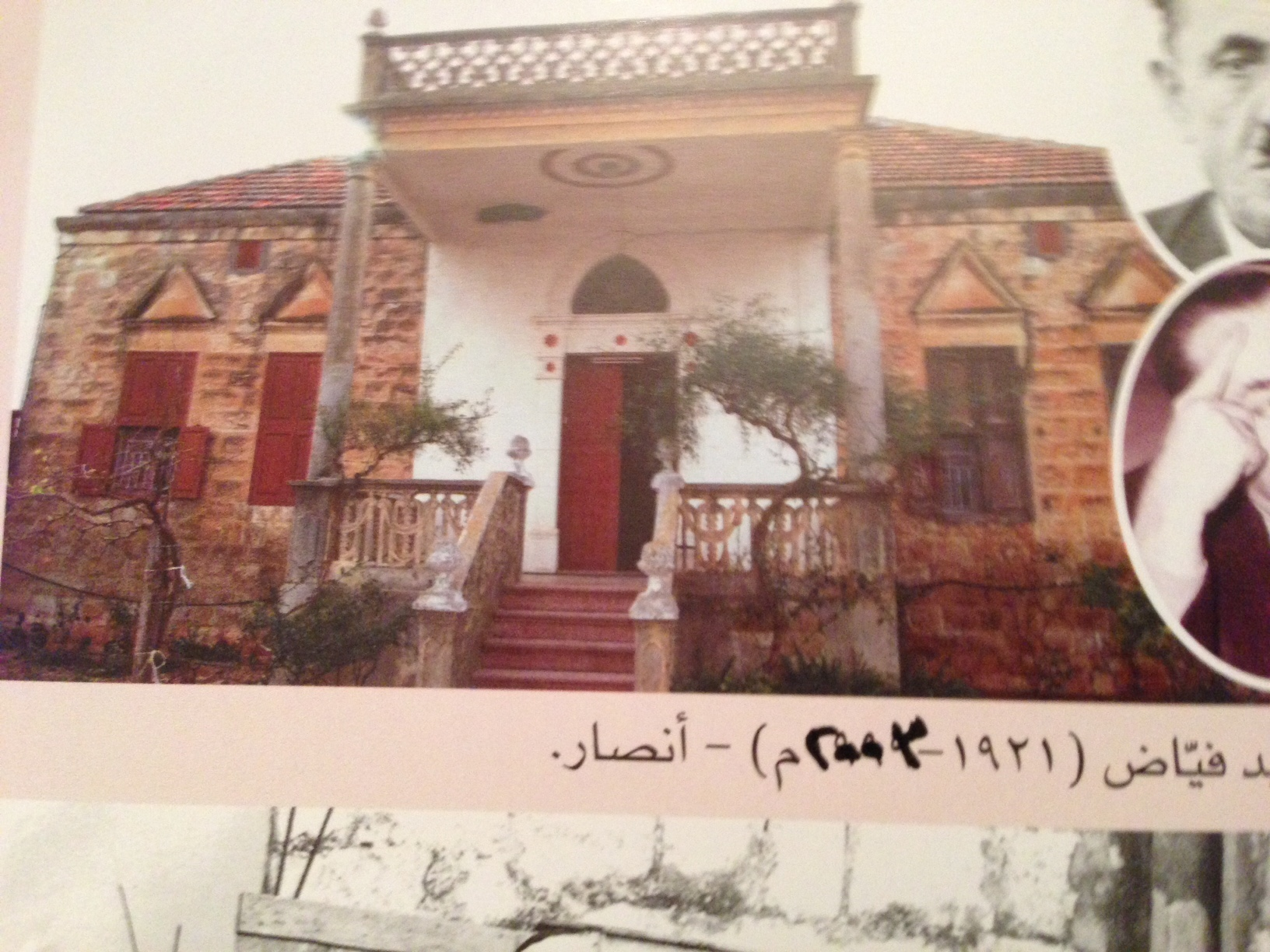
البيت الذي ولد فيه سعيد فياض

وُلد سعيد فيّاض في بلدة أَنصار عام 1921م، والده إبراهيم أفندي فيّاض ما زال يُذكر بأنه  كان أحد وُجهاء لبنان الجنوبي مما حدا بسلطة الانتداب الفرنسي لاختياره مدير ناحية في مجلس المديرين الذي كانت تناط بأَعضائه إدارة أُمور الأَقضية.
وقد عُرفتْ والدته لمياء علي ظاهر ظاهر بتقواها وورعها. ولا غرو في ذلك فهي ابنة شقيق العلاّمة واللغوي والشاعر الشيخ سليمان ظاهر، الذي كان يشكِّل مع زميليه الشيخ أحمد رضا والأستاذ محمد جابر آل صفا، الثلاثي الثقافي الأَول في قضاء النبطية.
عندما بلغ سعيد سن الدخول إلى المدرسة، أُلحق بالكُتّاب، وتنَّقل بين مدارس النبطيَّة وحاصبيا تبعاً لمركز عمل والده؛ ثم دخل مدرسة الإخوة المريميين وبعدها مدرسة المقاصد في صيدا إلى أن حصل على الشهادة المتوسطة.
تزوج سعيد فياض بابنة عائلته بدرية فياض وأنجب ثمانية أبناء: هلال، طلال، عفاف، رندة، غادة، دنيا، دلال ودعد.
تُوفِّي والده عام 1943، فأَصبح سعيد، ولمّا يبلغ الثانية والعشرين من عمره، مسؤولاً عن زوجته وإِبنه البكر، وعن والدته وإخوته القُصَّر وعن إدارة المزرعة التي ورثها معهم.

## عمله
- عمل في الصحافة الأدبية في لبنان في الخمسينيات ومطلع الستينيات من القرن الماضي.
- أشرف على أعماله الزراعية.
- هاجر إلى السعودية وعمل في (مجلة الرياض) كما عمل في (إذاعة السعودية في مكة)
- عاد إلى لبنان وعمل كمراسل لإذاعة السعودية من بيروت وكتب في جريدتي (الراصد) و(الهدف)، وذلك بين العام 1958 و1963 ميلادي.
- أثناء وجوده في بيروت أنتج العديد من البرامج للإذاعة اللبنانية مثل: فيروز شاه و حمزة العرب.
- في العام 1963 ميلادي عاد إلى مدينة جدة في السعودية وعمل في الإذاعة وأنتج برامج كثيرة منها: (حكمة اليوم) و (مع الناس) و (شمس الأصيل)، وبقي فيها حتى العام 1975 تاريخ تقاعده لأسباب صحية.
- بعد السعودية، تقاعد وانتقل إلى لندن وعاش في عزلة اختيارية كرّسها للتأمل والكتابة.
- عاش فترة متنقلًا بين المملكة المغربية وسويسرا.
- عاد إلى لبنان في بداية العام 1990 ميلادي.

## مؤلفاته

### في الشعر
له عدد من الدواوين الشعرية:
- براعم - شعر - دار العرفان- بيروت - 1952
- عبير - شعر - بيروت - 1957
- بلادي منار الهدى -شعر - جدة- 1975
- هتاف الوجدان - جزآن - شعر - دار الريحاني - بيروت 1994
- مختارات من الأعمال الشعرية - شعر - دار الريحاني - بيروت - 2003
- واحة في الصحراء - - مكتبة الأندلس- بيروت - 1953
- نشر العديد من أشعاره وقصائده في مجلة العرفان، ومجلة الورود ومجلة الأديب.

### أعماله الأخرى
له عدة مجموعات تتضمن عددًا من المقالات والقصص الوجدانية والاجتماعية، وهما:
- ساهر الليل - رواية
- ابن الأفندي - قصة
- صور متحركة - قصص - مكتبة الأندلس - بيروت - 1956
- على دروب الحياة - قصص -دار الريحاني - بيروت -طبعة أولى 1985 - طبعة ثانية 1997

### ما كتب عنه
- كتاب (سعيد فياض شاعرا- دراسة جمالية نفسية): من تأليف ابنته دنيا فياض - إصدار العام 1998 - يقع في 496 صفحة.

## جائزة سعيد فياض للإبداع الشعري
توفي في 15 أكتوبر من العام 2003 م. بعد وفاته، تأسست في العام 2004 جائزة باسم سعيد فياض للابداع الشعري.

## وفاته
توفي في 15 أكتوبر من العام 2003 ميلادي.